# Кръстьо Халянов
Кръстьо Стоев Халянов е български революционер, деец на Вътрешната македоно-одринска революционна организация.

## Биография
Кръстьо Халянов е роден в демирхисарското село Крушево, тогава в Османската империя. През 1897 година е заклет от Гоце Делчев и се присъединява към ВМОРО. До 1903 година е председател на Демирхисарския околийски комитет, а по време на Илинденско-Преображенското въстание е четник при Илия Кърчовалията. За него Георги Баждаров пише в спомените си следното:
| „ | Кр. Халянов бе от типа на старите чорбаджии, разполагащ с една неизбежна и значителна клиентела от бедни хора, на които е помагал при нужда, понякога надменен и брутален, но добър българин и патриот. | “ |

След Младотурската революция в 1908 година става деец на Съюза на българските конституционни клубове и е избран за делегат на неговия Учредителен конгрес от Валовища.
Халянов е убит от санданистите на 9 март 1909 година в родното си село.